# Hans Henkemans
Hans Henkemans (ur. 23 grudnia 1913 w Hadze, zm. 29 grudnia 1995 w Nieuwegein) – holenderski kompozytor i pianista oraz lekarz psychiatra.

## Życiorys
W latach 1926–1931 uczył się gry na fortepianie i kompozycji u Bernharda van den Sigtenhorst-Meyera. Ukończył studia medyczne na Uniwersytecie w Utrechcie (1933–1938), jednocześnie pobierając lekcje kompozycji u Willema Pijpera. W 1936 roku zdobył nagrodę Związku Kompozytorów Holenderskich (Genootschap van Nederlandsche Componisten) za II Koncert fortepianowy. Za swoje kompozycje wielokrotnie otrzymywał najwyższe holenderskie nagrody państwowe. Jako pianista zasłynął jako wykonawca utworów W.A. Mozarta i Claude’a Debussy’ego. Pisał kadencje do koncertów fortepianowych Mozarta, dokonał też orkiestracji dwóch zeszytów Preludiów Debussy’ego (1970, 1972).
Po 1969 roku wycofał się z działalności koncertowej, poświęcając się przede wszystkim pracy w zawodzie psychiatry. W 1981 roku obronił doktorat z medycyny na Uniwersytecie Amsterdamskim.

## Twórczość
W pierwszym okresie swoim twórczości, trwającym do lat 60. XX wieku, tworzył w idiomie neoklasycznym. Utwory z tego okresu cechując się bogatą inwencją tematyczną, polifonicznymi i sonatowymi formami opartymi na harmonice tonalnej oraz częstym wykorzystywaniem idei koncertowej. W okresie późniejszym stopniowo odszedł od myślenia tematycznego i form koncertowych, tworzył głównie dzieła wokalno-instrumentalne, w których wykorzystywał nowsze techniki kompozytorskie i podjął próby szukania własnych rozwiązań dźwiękowych.
Międzynarodowy rozgłos zdobyła sobie jego Passacaglia i gigue na fortepian i orkiestrę, wykonana po raz pierwszy w 1945 roku przez Koninklijk Concertgebouworkest pod batutą Eduarda van Beinuma z Henkemansem jako solistą, która do 1950 roku doczekała się ponad 50 wykonań w różnych krajach europejskich.

## Wybrane kompozycje
(na podstawie materiałów źródłowych)

### Utwory orkiestrowe
- 3 koncerty fortepianowe (1932, 1936, 1992)
- Symfonia (1934)
- Voorspel (1935–1936)
- Passacaglia i gigue na fortepian i orkiestrę (1941–1942)
- Koncert na flet i orkiestrę (1945–1946)
- Koncert na skrzypce i orkiestrę (1948–1950)
- Koncert na altówkę i orkiestrę (1954)
- Koncert na harfę i orkiestrę (1955)
- Partita (1960)
- Barcarola fantastica (1962)
- Dona montana (1964)
- Elégies na 4 flety i orkiestrę (1967)
- Koncert na róg (1981)
- Villanelle na róg i orkiestrę (1984)
- Riflessioni na smyczki (1985–1986)
- Koncert wiolonczelowy (1988)

### Utwory kameralne
- 2 kwartety smyczkowe (1933)
- 2 kwintety dęte (1934, 1962)
- Sonata na wiolonczelę i fortepian (1936)
- Primavera na 12 instrumentów (1944, zrewid. 1959)
- Sonata skrzypcowa (1944)
- Epilogue na flet i fortepian (1947)
- 4 utwory na harfę i flet (1963)
- Aere festivo na 3 trąbki i 2 puzony (1965)

### Utwory fortepianowe
- 2 etiudy (1937)
- Sonata na 2 fortepiany (1943)
- Sonata (1958)

### Utwory wokalno-instrumentalne
- Driehonderd waren wij na chór i orkiestrę (1933, zrewid. 1941)
- Ballade na kontralt i orkiestrę kameralną (1936)
- Bericht aan de levenden na chór, recytatora i orkiestrę (1964)
- Villonnerie na baryton i orkiestrę (1965)
- Tre aspetti d’amore na chór i orkiestrę (1967–1968)
- Canzoni amorose del duecento na sopran, baryton i orkiestrę (1972–1973)

### Opera
- Winter Cruise (1977)